# Natação nos Jogos Pan-Americanos de 2011 - 100 m livre feminino
As competições dos 100 metros livre feminino da natação nos Jogos Pan-Americanos de 2011 foram realizadas no dia 19 de outubro no Centro Aquático Scotiabank, em Guadalajara.

## Medalhistas
| Ouro   | USA Amanda Kendall |
| Prata  | USA Erika Erndl    |
| Bronze | VEN Arlene Semeco  |

## Recordes
Antes desta competição, os recordes mundiais e olímpicos da prova eram os seguintes:
| Tipo                             | Atleta             | Tempo | Local         | Data                 | Ref |
| -------------------------------- | ------------------ | ----- | ------------- | -------------------- | --- |
|                                  | GER Britta Steffen | 52s07 | Roma          | 31 de julho de 2009  | ver |
| Recorde dos Jogos Pan-Americanos | USA Amanda Weir    | 54s46 | Santo Domingo | 11 de agosto de 2003 | ver |

## Resultados

### Eliminatórias
| Pos. | Bateria | Raia | Nadador             | País               | Tempo   | Obs. |
| ---- | ------- | ---- | ------------------- | ------------------ | ------- | ---- |
| 1    | 1       | 4    | Amanda Kendall      | USA Estados Unidos | 54.82   | QA   |
| 2    | 2       | 4    | Vanessa García      | PUR Porto Rico     | 55.73   | QA   |
| 3    | 3       | 5    | Erika Erndl         | USA Estados Unidos | 55.98   | QA   |
| 4    | 2       | 5    | Jennifer Beckberger | CAN Canadá         | 56.15   | QA   |
| 5    | 3       | 4    | Tatiana Lemos       | BRA Brasil         | 56.47   | QA   |
| 6    | 2       | 6    | Nadia Colovini      | ARG Argentina      | 56.66   | QA   |
| 7    | 3       | 3    | Arlene Semeco       | VEN Venezuela      | 56.69   | QA   |
| 8    | 1       | 3    | Liliana Ibáñez      | MEX México         | 56.83   | QA   |
| 9    | 1       | 5    | Daynara de Paula    | BRA Brasil         | 57.14   | QB   |
| 10   | 2       | 3    | Caroline Lapierre   | CAN Canadá         | 57.43   | QB   |
| 11   | 1       | 2    | Ariel Weech         | BAH Bahamas        | 57.97   | QB   |
| 12   | 1       | 6    | Wendy Rodríguez     | VEN Venezuela      | 58.14   | QB   |
| 13   | 2       | 2    | Karen Torrez        | BOL Bolívia        | 58.81   | QB   |
| 14   | 3       | 6    | Chinyere Pigot      | SUR Suriname       | 58.95   | QB   |
| 15   | 1       | 7    | Allyson Ponson      | ARU Aruba          | 59.59   | QB   |
| 16   | 3       | 7    | Karen Riveros       | PAR Paraguai       | 1:00.11 | QB   |
| 17   | 3       | 1    | Julimar Ávila       | HON Honduras       | 1:00.15 |      |
| 18   | 2       | 1    | Marie Meza Peraza   | CRC Costa Rica     | 1:01.13 |      |
| 19   | 1       | 1    | Britany van Lange   | GUY Guiana         | 1:02.28 |      |
|      | 3       | 2    | Fernanda González   | MEX México         |         | DNS  |
|      | 2       | 7    | Kendese Nangle      | JAM Jamaica        |         | DNS  |

### Final B
| Pos. | Raia | Nadador           | País          | Tempo   | Obs. |
| ---- | ---- | ----------------- | ------------- | ------- | ---- |
| 1    | 5    | Ariel Weech       | BAH Bahamas   | 57.58   |      |
| 2    | 4    | Caroline Lapierre | CAN Canadá    | 57.70   |      |
| 3    | 3    | Wendy Rodríguez   | VEN Venezuela | 58.03   |      |
| 4    | 6    | Karen Torrez      | BOL Bolívia   | 58.84   |      |
| 5    | 2    | Chinyere Pigot    | SUR Suriname  | 59.03   |      |
| 6    | 7    | Allyson Ponson    | ARU Aruba     | 59.16   |      |
| 7    | 1    | Karen Riveros     | PAR Paraguai  | 59.96   |      |
| 8    | 8    | Julimar Ávila     | HON Honduras  | 1:00.51 |      |

### Final A
| Pos.              | Raia | Nadador             | País               | Tempo | Obs. |
| ----------------- | ---- | ------------------- | ------------------ | ----- | ---- |
| Medalha de ouro   | 4    | Amanda Kendall      | USA Estados Unidos | 54.75 |      |
| Medalha de prata  | 3    | Erika Erndl         | USA Estados Unidos | 55.04 |      |
| Medalha de bronze | 1    | Arlene Semeco       | VEN Venezuela      | 55.43 |      |
| 4                 | 5    | Vanessa García      | PUR Porto Rico     | 55.55 |      |
| 5                 | 6    | Jennifer Beckberger | CAN Canadá         | 55.68 |      |
| 6                 | 8    | Liliana Ibáñez      | MEX México         | 55.74 |      |
| 7                 | 2    | Tatiana Lemos       | BRA Brasil         | 56.36 |      |
| 8                 | 7    | Nadia Colovini      | ARG Argentina      | 56.53 |      |

Legenda
| Recorde mundial                  | Recorde mundial (World record)               |                       | Recorde africano                      | Recorde africano (African) |                                           | Q | Classificado por posição (Qualified) |
| Recorde dos Jogos Pan-Americanos | Recorde pan-americano (Pan-American record)  | Recorde da América    | Recorde da América (Americas)         | q                          | Classificado por melhor tempo (Qualified) |   |                                      |
| Melhor marca do ano              | Melhor marca do ano (World leading)          | Recorde asiático      | Recorde asiático (Asian)              | DNS                        | Não largou (Did not start)                |   |                                      |
| Recorde nacional                 | Recorde nacional (National record)           | Recorde europeu       | Recorde europeu (European)            | DNF                        | Não terminou (Did not finish)             |   |                                      |
| Recorde pessoal                  | Recorde pessoal do atleta (Personal best)    | Recorde da Oceania    | Recorde da Oceania (Oceania)          | DSQ / DQ                   | Desclassificado (Disqualified)            |   |                                      |
| Recorde da temporada             | Recorde da temporada do atleta (Season best) | Recorde sul-americano | Recorde sul-americano (South America) | NM                         | Sem marca (No mark)                       |   |                                      |